# Чентурионе, Агостино
Агостино Чентурионе (итал. Agostino Centurione; Генуя, 1584 — Генуя, 1657) — дож Генуэзской республики.

## Биография
Сын Стефано Чентурионе и Винценцы Ломеллини, родился в Генуе 25 ноября 1584 года. Он провел первые годы своего детства и юности в замке Криспано, в Княжестве Мелфи, и вернулся со своей семьей в столицу Республики в конце 1599 года.
После 1612 года, в год своего брака с Джеронимой Ломеллини, он занял первую публичную должность капитана города, а затем стал судьей по гражданским делам. Войдя в Синдикаторий, в 1617 году он председательствовал на комиссии, ответственной за оценку работы дожа Алессандро Лонго Джустиниани. Между 1618 и 1620 годами был комиссаром крепости Приамар в Савоне, а затем отвечал за борьбу с бандитизмом в Ривьера-ди-Леванте.
Летом 1620 года был послом республики при венском дворе Фердинанда II, заменив больных Костантино Пинелли и Лелио делла Торре. В том же году, в ноябре, он был назначен в магистрат здравоохранения, оставаясь консультантом по делам Германии. С началом военных действий между Республикой Генуя и герцогством Савойским в 1625 году, за которым последовало вторжение Савойи в Ривьера-ди-Поненте, он изначально был назначен членом специальной коллегии для подавления возможных бунтов генуэзских жителей, а затем в Савоне взял на себя командование генуэзскими войсками.
В 1628 году участвовал в переговорах с губернатором Милана Гонсало Фернандесом-де-Кордоба по поводу якобы организованного савойцами "заговора Вакеро", после чего был назначен в магистрат Корсики и магистрата инквизиторов (1630). В сентябре 1631 года он был послом при папском дворе Урбана VIII.
В 1632 году был избран одним из "отцов города", но покинул пост ради внезапного назначения в качестве чрезвычайного посла при дворе короля Людовика XIII Французского. Французы подозревали, что генуэзцы причастны к убийству восставшими жителями французского губернатора Табарки (Тунис). Возвращаясь в Геную после дачи объяснений, Чентурионе посетил аббатство Клерво, где получил от настоятеля некоторые реликвии святого Бернарда Клервосского, который затем передал генуэзскому собору Сан-Лоренцо.
В 1632-1634 годах, вместе с Джованни Баттиста Дзоальи, вел мирные переговоры с герцогством Савойским при дворе Милана. В 1635 году был избран сенатором республики. Два года спустя стал главой магистрата Корсики, а затем защитником Банка Сан-Джорджо. Между 1639 и 1641 годами был назначен губернатором Корсики, а затем два года был послом при папском дворе Урбана VIII. Он вернулся в генуэзскую столицу, где занимал важные государственные должности.
23 августа 1650 года Большой совет избрал его новым дожем, 110-м в республиканской истории, а также королём Корсики.

### Правление и последние годы
Его мандат запомнился в летописях усилением напряженности в среде знати и разгулом бандитизма. 23 августа 1652 года срок его правления истек, и он был назначен пожизненным прокурором, впоследствии занимал должность главы магистрата инквизиторов, а в январе 1653 года возглавил военный магистрат. В том же году он ушел в отставку с должности, чтобы навсегда покинуть общественную жизнь ради религиозного поприща, вступив в орден варнавитов.
Он умер в Генуе 7 декабря 1657 года и был похоронен в церкви Иисуса и святых Амвросия и Андрея.

### Личная жизнь
От брака с Джеронимой Ломеллини имел детей: Стефано, Джан Баттисту, Джузеппе, Доменико, Джованни и нескольких дочерей.